# هوغو فريند سوننشاين
هوغو فريند سوننشاين (بالإنجليزية: Hugo Freund Sonnenschein)‏ (من مواليد 14 نوفمبر 1940 في نيويورك)) هو خبير اقتصادي أمريكي بارز ومدير تعليمي شغل منصب أستاذ الخدمة المتميزة في الاقتصاد في جامعة شيكاغو. تخصص هوغو في نظرية الاقتصاد الجزئي، مع الاهتمام الخاص بنظرية التوازن العام. وشغل منصب الرئيس الحادي عشر لجامعة شيكاغو (1993-2000)، وظل عضوًا في مجلس أمناء الجامعة. شغل أيضًا منصب وكيل جامعة برينستون وعميد كلية الآداب والعلوم في جامعة بنسلفانيا. التحق هوغو بجامعة روتشستر لاستكمال دراساته الجامعية من 1957-1961، وحصل على درجة الدكتوراه في الاقتصاد من جامعة بوردو في عام 1964. يشتهر هوغو بمبرهنة سوننشين-مانتل-ديبريو، وبشكل عام لعمله في نظرية التوازن العام في والرسان.
حصل هوغو على جائزة BBVA للمعرفة لعام 2009 في الاقتصاد والمالية والإدارة (مشاركةً مع أندرو ماس كوليل).

## منهجه الإصلاحي
خلال فترة توليه منصب رئيس جامعة شيكاغو، قامت هيئة التدريس بإجراء تغييرات كبيرة على المنهج، بما في ذلك خفض العدد المطلوب من المقررات «الأساسية» في الكلية. وقد قوبل هذا التحرك بكثير من الجدل.

## روابط خارجية
- Hugo Sonnenschein Home Page
- Matthew O. Jackson؛ Andrew McLennan (30 نوفمبر 2008). Foundations in Microeconomic Theory: A Volume in Honor of Hugo F. Sonnenschein. Springer Science & Business Media. ISBN:978-3-540-74057-5. مؤرشف من الأصل في 2020-01-26.